# Uliks Fehmiu
Uliks Fehmiu (Beograd, 3. srpnja 1968.) srbijanski je scenarist i filmsko-kazališni glumac srpsko-albanskog podrijetla. Studirao je na Fakultetu dramskih umjetnosti u Beogradu. Sin je poznatog glumca Bekima Fehmiua i glumice Branke Petrić. Dobitnik je nagrade „Car Konstantin“ u Nišu i „Srce Sarajeva“ na festivalu u Sarajevu, za ulogu u filmu Ustanička ulica.

## Filmografija
- Početni udarac  1990.
- Iza zida  1990.
- Zaboravljeni  1991.
- Prokleta je Amerika  1992.
- Crni bombarder  1992.
- Bulevar revolucije  1992.
- Bizantijsko plavo 1993.
- Ne veruj ženi koja puši gitanes bez filtera 1995.
- Udri jače manijače 1995.
- Saht 2002.
- Dobro uštimani mrtvaci 2005.
- Sutra ujutru 2006.
- Bijeli, bijeli svijet 2010.
- Ustanička ulica 2012.

## Vanjske poveznice
- Puls:Uliks Fehmiu - Životopis  Arhivirana inačica izvorne stranice od 8. svibnja 2012. (Wayback Machine)
- Uliks: Bekim je vjerovao u čovjeka (B92, 26. listopada 2012.)